# Stephen Gelbart

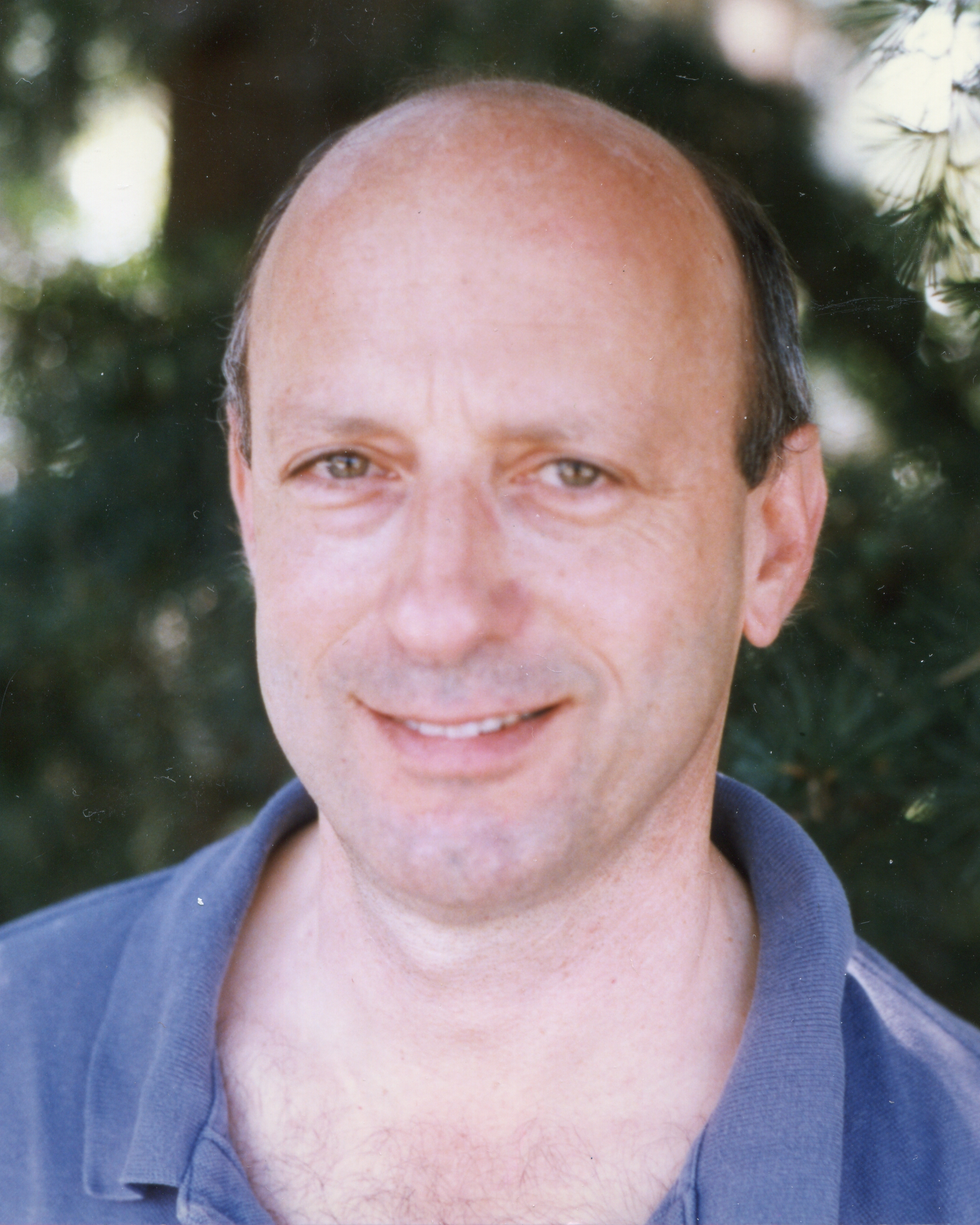
Stephen Gelbart

Stephen Samuel Gelbart (* 12. Juni 1946 in Syracuse in New York) ist ein israelisch-US-amerikanischer Mathematiker, der sich mit Zahlentheorie, Darstellungstheorie und automorphen Funktionen beschäftigt.

## Leben und Wirken
Gelbart studierte an der Cornell University (Bachelor 1967) und an der Princeton University (Master 1968), wo er 1970 bei Elias Stein promoviert wurde (Fourier Analysis on Matrix Space, Memoirs AMS), während er gleichzeitig Instructor an der Rutgers University war. Ab 1971 war er Assistant Professor, ab 1975 Associate Professor und ab 1980 Professor an der Cornell University. Ab 1984 war er Professor am Weizmann-Institut für Wissenschaften. 1972/73 war er am Institute for Advanced Study und mehrfach Gastprofessor an der Hebrew University und der Universität Tel-Aviv. Außerdem war er 1997 Gastprofessor in Berkeley und 2004 an der Yale University.
Gelbart ist eine der treibenden Kräfte in der Verfolgung des Langlands-Programms (nach Robert Langlands) über die Verbindungen zahlentheoretischer L-Funktionen und automorphen Darstellungen.
1977 bis 1979 war er Sloan Research Fellow. 1994 bis 1996 war er Präsident der Israel Mathematical Union.
Er ist verheiratet und hat drei Kinder.

## Schriften
- Automorphic Forms on Adele Groups, Annals of Mathematical Studies, Princeton 1975
- „An Elementary Introduction to the Langlands Program“, Bulletin AMS, Band 10, 1984, Nr. 2, S. 177–219
- Gelbart, S. Miller „Riemanns Zetafunction and Beyond“, Bulletin AMS 41, 2004, Nr. 1, S. 59–112
- mit J. Arthur: Lectures on automorphic L-Functions, in „L-functions and arithmetic“, Durham Symposium 1989, Cambridge University Press 1991
- Lectures on the Arthur-Selberg Trace Formula, AMS 1996